# Gino Vaghini
Gino Vaghini (Piacenza, 13 marzo 1923 – Piacenza, 5 novembre 2003) è stato un calciatore italiano, di ruolo centrocampista.

## Carriera
Cresce nel Piacenza, squadra della sua città, con cui esordisce nel campionato di Serie C 1940-1941, collezionando 14 presenze nel ruolo di mezzala. L'anno successivo viene riconvertito al ruolo di centromediano a causa della partenza del titolare Cesare Ghigini (militare in Africa), e disputa 22 partite realizzando 2 reti.
Nell'estate 1942 viene acquistato dal Brescia, con cui esordisce in Serie B scendendo in campo in due occasioni nel campionato 1942-1943 . Debutta tra i cadetti il 18 ottobre 1942, giocando come centromediano nello 0-0 interno contro il Pisa, e la stagione si conclude con la promozione delle Rondinelle. In seguito all'interruzione dei campionati per le vicende belliche fa ritorno al Piacenza, nel Torneo Misto Serie C-Prima Divisione 1943-1944, nel quale gioca 7 partite.
Alla ripresa della regolare attività rientra al Brescia, che nell'estate 1945 lo pone in lista di trasferimento, e Vaghini torna definitivamente al Piacenza, con cui partecipa al campionato di Serie B-C Alta Italia 1945-1946, concluso al quarto posto, disputando 12 incontri nel ruolo di mediano, alternandosi a Giuseppe Fregosi. Nella stagione successiva è stabilmente titolare dei biancorossi, impegnati nel torneo cadetto, e indossa anche la fascia di capitano, mentre nel campionato 1947-1948 disputa solamente 3 partite, a causa di un grave infortunio. Conclude l'esperienza con il Piacenza con 17 presenze nel campionato di Serie C 1948-1949, e quindi milita nel Salsomaggiore, con cui disputa il campionato di Promozione 1949-1950, nell'Olubra, nella Rivergarese vincitrice del campionato di Promozione e infine nella Castellana di Castel San Giovanni.
Ha disputato 12 partite nel campionato di Serie B-C Alta Italia 1945-1946 e 35 partite nel campionato di Serie B, con Brescia e Piacenza.